# Mark McBain
Mark Ian McBain (Brisbane, 30 ottobre 1959) è un ex rugbista a 15 e allenatore di rugby a 15 australiano, tallonatore del Queensland e internazionale per gli Wallabies alla Coppa del Mondo di rugby 1987.

## Biografia
Cresciuto nel St. Gregory Terrace di Brisbane, McBain praticò rugby di club nei Brothers Old Boys.
Nel 1981 debuttò nella selezione del Queensland in un incontro che vide la squadra di Stato impegnata contro un XV dell'Italia, vinto 68-11; nel 1983 esordì in Nazionale australiana, singolarmente di nuovo contro l'Italia a Rovigo (vittoria 29-7).
Prese parte alla Coppa del Mondo di rugby 1987 in cui disputò un solo incontro, nella fase a gironi contro il Giappone, e disputò il suo ultimo incontro internazionale due anni più tardi contro i British Lions in tour.
Ritiratosi dalle competizioni nel 1990, si occupò dell'allenamento di formazioni minori, finché nel 2001 non ricevette il suo primo incarico professionistico nel rugby, la panchina dei Reds, franchise del Queensland in Super Rugby: tenne la squadra per due anni, poi tornò alle formazioni giovanili e regionali, finché nel 2006 decise di concludere anche la carriera tecnica e dedicarsi alle sue attività.